# Федорус, Алексей Григорьевич
Алексей Григорьевич Федорус (27 мая 1935, Каменец-Подольский, Украина) — советский украинский физик. Сотрудник Института физики НАН Украины. Доктор физико-математических наук (1986). Лауреат Государственной премии СССР в области науки и техники (1988).

## Биография

### Семья
Отец — Федорус, Григорий Аврамович (1909—1991), советский учёный в области физики и техники полупроводников. 
Мать — Зинаида Федорус. 
Супруга — Валерия Стефанович (женаты с 1959 года), сын Мстислав.

### Научная деятельность
Закончил Киевский государственный университет в 1958 году, получил диплом инженера. Кандидат наук в 1971 году, доктор наук с 1985 года.

### Диссертации
Федорус А.Г. Атомная структура адсорбированных пленок и фазовые переходы в них: диссертация … доктора физико-математических наук: 01.04.07. — Киев, 1985. — 277 с.: ил.